# Quentalia eulerufa
Quentalia eulerufa är en fjärilsart som beskrevs av William Schaus. Quentalia eulerufa ingår i släktet Quentalia och familjen silkesspinnare. Inga underarter finns listade.